# Tour des onze villes
Le Tour des onze villes (en néerlandais : Elfstedenronde), également appelée Circuit des onze villes, ou Bruges Cycling Classic en 2017, est une course cycliste sur route masculine disputée autour de Bruges, en Belgique. Créée en 1943, elle a eu lieu chaque année jusqu'en 1974, puis de 1987 à 1989. Elle renaît en 2017 et est organisée par la société Golazo, également à la tête du Tour de Belgique, du BinckBank Tour, des Six jours de Gand et du marathon de Rotterdam. Elle fait partie du calendrier de l'UCI Europe Tour en catégorie 1.1.
Le parcours du Tour des onze villes en 2017, long de 199,4 km part de la Grand-Place de Bruges, passe par les communes de Oostkamp, Wingene, Tielt, Ardoye, Ingelmunster, Izegem, Roulers, Hooglede, Staden, Houthulst, Dixmude, Nieuport, Middelkerke, Gistel, Le Coq et Zuyenkerque, revient sur la Grand-Place de Bruges, puis emprunte deux fois une boucle de 16,6 km pour se terminer sur le Buiten Kruisvest, un tronçon du ring de Bruges (nl). Ce parcours comprend 17 secteurs pavés,. La course arrivait auparavant sur l'avenue Karel De Stoute.
Le départ et l’arrivée se tiennent pour la dernière fois au cœur de Bruges en 2025 avant un déménagement la saison prochaine dans une autre ville non encore définie.

## Palmarès
| Année                                        | Vainqueur            | Deuxième                             | Troisième                |                  |
| -------------------------------------------- | -------------------- | ------------------------------------ | ------------------------ | ---------------- |
| Tour des onze villes                         |                      |                                      |                          |                  |
| 1943                                         | André Declerck       | Joseph Moerenhout                    | Richard Depoorter        |                  |
| 1944 non-disputé                             |                      |                                      |                          |                  |
| 1945                                         | André Maelbrancke    | Marcel Rijckaert                     | Joseph Moerenhout        |                  |
| 1946                                         | Sylvain Grysolle     | Albert Sercu                         | Joseph Moerenhout        |                  |
| 1947                                         | Désiré Keteleer      | Gustaaf Van Overloop Valère Ollivier |                          |                  |
| 1948                                         | August Van Gaever    | Maurice-André Deschacht              | René Oreel               |                  |
| 1949                                         | Julien Ardijns       | Albert Ramon                         | Gustave Dillis           |                  |
| 1950                                         | Georges Desplenter   | René Janssens                        | Lode Wouters             |                  |
| 1951                                         | Marcel Kint          | Julien Van Dijcke                    | Wout Wagtmans            |                  |
| 1952                                         | Hilaire Couvreur     | Juul Huvaere                         | Edward Peeters           |                  |
| 1953                                         | Marcel Rijckaert     | Gerard Buyl                          | Henri Denys              |                  |
| 1954                                         | Hilaire Couvreur     | Roger Decock                         | Lucien Mathys            |                  |
| 1955                                         | Karel De Baere       | René Mertens                         | Joseph Plas              |                  |
| 1956                                         | Marcel Rijckaert     | René Mertens                         | Lucien Mathys            |                  |
| 1957                                         | André Noyelle        | Gilbert Scodeller                    | Henri Denys              |                  |
| 1958                                         | Gabriel Borra        | Piet Oellibrandt                     | Georges Decraeye         |                  |
| 1959                                         | Maurice Meuleman     | Leon Van Daele                       | Jan Van Gompel           |                  |
| 1960                                         | Joop Captein         | Frans Aerenhouts                     | Antoon van der Steen     |                  |
| 1961                                         | Rik Van Steenbergen  | Gustaaf Van Vaerenbergh              | Jos Hoevenaars           |                  |
| 1962                                         | Emile Severeyns      | Norbert Coreelman                    | Julien De Pré            |                  |
| 1963                                         | Peter Post           | Armand Desmet                        | Leon Van Daele           |                  |
| 1964                                         | Leon Van Daele       | Alfons Hermans                       | Theo Mertens             |                  |
| 1965                                         | Rik Van Looy         | Gustaaf De Smet                      | Bernard Van De Kerckhove |                  |
| 1966                                         | Arthur Decabooter    | Walter Godefroot                     | Edward Sels              |                  |
| 1967                                         | Guido Reybrouck      | Arthur Decabooter                    | Gustaaf De Smet          |                  |
| 1968                                         | Roger Rosiers        | Willy Bocklant                       | Michel Jacquemin         |                  |
| 1969                                         | Leo Duyndam          | Michael Wright                       | Eric De Vlaeminck        |                  |
| 1970                                         | Daniel Van Ryckeghem | Frans Verbeeck                       | Eric De Vlaeminck        |                  |
| 1971                                         | Harry Van Leeuwen    | Eddy Verstraeten                     | Noël Vantyghem           |                  |
| 1972                                         | Hubert Hutsebaut     | Willy Van Neste                      | Guido Reybrouck          |                  |
| 1973                                         | Patrick Sercu        | Freddy Maertens                      | Frans Verbeeck           |                  |
| 1974                                         | Freddy Maertens      | Wilfried Wesemael                    | Walter Godefroot         |                  |
| 1975-1986 non-disputé                        |                      |                                      |                          |                  |
| 1987                                         | Jos Lammertink       | Jozef Lieckens                       | Søren Lilholt            |                  |
| 1988                                         | Roger Ilegems        | Jozef Lieckens                       | Frank Pirard             |                  |
| 1989                                         | Rudy Patry           | Ludwig Willems                       | Rudy Verdonck            |                  |
| 1990-2016 non-disputé Bruges Cycling Classic |                      |                                      |                          |                  |
| 2017                                         | Wout van Aert        | Mathieu van der Poel                 | Lawrence Naesen          |                  |
| Tour des onze villes                         |                      |                                      |                          |                  |
| 2018                                         | Adam Blythe          | Coen Vermeltfoort                    | Hugo Hofstetter          |                  |
| 2019                                         | Tim Merlier          | Fabio Jakobsen                       | Jasper Philipsen         |                  |
| 2020                                         | annulé/abandonné     | annulé/abandonné                     | annulé/abandonné         | annulé/abandonné |
| 2021                                         | Tim Merlier          | Mark Cavendish                       | Sasha Weemaes            |                  |
| 2022                                         | Fabio Jakobsen       | Caleb Ewan                           | Tim Merlier              |                  |
| 2023                                         | Jasper Philipsen     | Caleb Ewan                           | Fabio Jakobsen           |                  |
| 2024                                         | Alexander Kristoff   | Jarne Van de Paar                    | Pierre Barbier           |                  |
| 2025                                         | Paul Magnier         | Jasper Philipsen                     | Elia Viviani             |                  |